# Benedetto Naro
Benedetto Naro (nascido em 26 de julho de 1744 em Roma , † 6 de setembro de 1832 em Osimo  ) foi um cardeal da cúria da Igreja Católica Romana .

## vida
Em 1814, Naro Maggiordomo era o Papa. O Papa Pio VII o criou cardeal no consistório de 8 de março de 1816 e o nomeou cardeal sacerdote da igreja titular de San Clemente .
Em 1824, o Papa Leão XII nomeou-o ao Arcipreste da Basílica de Santa Maria Maggiore .  1818-1821 foi Prefeito da Congregação Index e de 1821 até sua morte Prefeito da Cúria Romana.
O cardeal Naro participou do conclave de 1823 convocado pelo Papa Leão XII eleito, depois no conclave de 1829 que elegeu o Papa Pio VIII, e finalmente no conclave de 1830-1831 que elegeu o Papa Gregório XVI escolhido
Ele morreu um ano após a eleição de Gregório aos 88 anos e, de acordo com seu testamento, foi enterrado na Igreja de San Clemente após ser colocado em San Marcello . 